# David Billabona
David Billabona Etxaleku (Irún, Guipúzcoa, 5 de diciembre de 1969) es un exjugador de fútbol español, que jugó durante más de una década en Primera División. 
Fue miembro de la selección española que ganó la medalla de oro en los Juegos Olímpicos de Barcelona 1992. También fue internacional sub-21 (1990-91), sub-20 (1989-90) y sub-19 (1988-89).

## Trayectoria
Se formó como futbolista en la cantera de la Real Sociedad. Debutó en el primer equipo txuri-urdin con 17 años, en la última jornada de la temporada 1986-87, si bien no se hizo un hueco en la primera plantilla hasta la campaña 1989-90. En mayo de 1990 fichó por el Athletic Club, a cambio de 50 millones de pesetas, solo un año después del fichaje de Loren Juarros.
En enero de 1994 fichó por el Racing de Santander, tras no cuajar en el club vasco, donde permaneció hasta su retirada. El final de su carrera fue un calvario de lesiones, que se iniciaron en 1997, con tres fibrosis encadenadas en el músculo recto anterior de su pierna izquierda. A este problema siguió,en el año 2000, la rotura de la cápsula y el abductor del primer dedo de su pie derecho. Habiendo podido jugar apenas algo más de 10 partidos en sus últimas temporadas, Billabona optó por retirarse en 2001.
Tras retirarse del fútbol, Billabona se marchó con su mujer a vivir al Pirineo Aragonés, primero a Panticosa, y luego a la pequeña aldea de Hoz de Jaca, donde reside desde 2004 con su mujer e hijas.

## Clubes
| Club                | País   | Año         |
| ------------------- | ------ | ----------- |
| Real Sociedad "B"   | España | 1988 - 1989 |
| Real Sociedad       | España | 1987 - 1990 |
| Athletic Club       | España | 1990 - 1993 |
| Racing de Santander | España | 1994 - 2000 |